# Vareniclina

Vareniclina

A vareniclina (vendida pela Pfizer sob as designações comerciais Champix nos Estados Unidos, na Europa e outros países, geralmente sob a forma de tartarato de vareniclina) é um medicamento prescrito para o tratamento do tabagismo.A vareniclina foi desenvolvida para produzir efeitos semelhantes à nicotina sobre os receptores colinérgicos nicotínicos. O desenvolvimento da vareniclina foi baseado no alcaloide citisina, que havia mostrado efeito agonista parcial para os receptores colinérgicos α4β2. A citisina vem sendo utilizada para o tratamento do tabagismo há várias décadas, especialmente na Bulgária e em alguns países da Europa central e do leste.

## Efeitos
Vareniclina age sobre os mesmos receptores no cérebro que a nicotina, mas não funciona da mesma forma que a terapia de reposição de nicotina.
A substância funciona estimulando os receptores nicotínicos no cérebro. Isso produz um efeito que alivia o desejo e sintomas de abstinência que se inicia quando o individuo para de fumar. Ao mesmo tempo, a vareniclina bloqueia a nicotina e a impede de agir sobre os receptores nicotínicos. Isso impede que qualquer nicotina que inalada tenha algum efeito gratificante e agradável.

## Mecanismo de ação
A vareniclina liga-se com elevada afinidade e selectividade nos receptores de acetilcolina nicotínicos neuronais. Acredita-se que a eficácia da vareniclina para a cessação do tabagismo seja o resultado da actividade da vareniclina no subtipo do receptor nicotínico onde a sua ligação produz actividade agonista, ao mesmo tempo que evita a ligação da nicotina a estes receptores.
Estudos de eletrofisiologia in vitro e estudos neuroquímicos in vivo mostraram que a vareniclina se liga a receptores de acetilcolina nicotínicos neuronais e estimula a actividade mediada pelo receptor, mas a um nível significativamente mais baixo do que a nicotina. A vareniclina bloqueia a habilidade da nicotina para ativar os receptores e assim estimular o via mesolímbica do sistema nervoso central, que se acredita ser o mecanismo neuronal subjacente ao reforço e recompensa experimentado ao fumar. A vareniclina é altamente selectiva e liga-se mais potentemente aos receptores do que a outros receptores nicotínicos comuns.

## Estudos clínicos
A eficácia da vareniclina na cessação do tabagismo foi demonstrada em seis ensaios clínicos em que um total de 3659 fumantes de cigarro crônicos (≥ 10 cigarros por dia) foram tratados com vareniclina. Em todos os estudos clínicos, a abstinência do tabagismo foi determinada pelo autorrelato do paciente e verificada pela medição do monóxido de carbono exalado em visitas semanais. Entre os pacientes tratados com vareniclina incluídos nestes estudos, a taxa de conclusão foi de 65%. Os pacientes foram tratados por 12 semanas e seguidos por 40 semanas após o tratamento. A maioria dos pacientes inscritos nestes ensaios foram brancos (79-96%). Em todos os estudos haviam quase o mesmo número de homens e mulheres.
A idade média dos pacientes nesses estudos foi de 43 anos. Os pacientes, em média, tinham fumado cerca de 21 cigarros por dia durante uma média de aproximadamente 25 anos. Os pacientes estabelecem uma data para parar de fumar (data de abandono do alvo) com a dosagem começando uma semana antes desta data.

## Reacções adversas
- Náusea
- Dores de cabeça
- Insónia
- Alterações do sono
- Cansaço
- Tonturas
- Boca seca
- Aumento do apetite

## Efeitos  secundários da vareniclina
É importante lembrar que parar de fumar, com ou sem tratamento, pode causar vários efeitos secundários, incluindo alterações no humor (como: sentir-se deprimido, irritado, frustrado ou ansioso), dificuldade para dormir ou concentrar-se, diminuição da freqüência cardíaca, constipação e aumento do apetite ou ganho de peso.
Os seguintes são alguns dos efeitos secundários que podem estar associados com o uso de Champix, medicamento para deixar de fumar. Não se sabe se esses efeitos colaterais são resultado de Champix, ou resultado de deixar de fumar. Só porque um efeito colateral é afirmado aqui não significa que todas as pessoas que usam Champix vai experimentar isso ou qualquer efeito colateral.

##### Muito frequentes (afectam mais de 1 em 10 pessoas)
- Enjoo
- Dores de cabeça
- Dificuldade para dormir (insônia)
- Sonhos anormais

##### Frequentes (afectam entre 1 em 10 e 1 em 100 pessoas)
- Sonolência ou fadiga
- Tontura
- Mudança de humor
- Boca seca
- Distúrbios do intestino, como constipação, diarréia, vômitos, desconforto abdominal ou inchaço, indigestão, flatulência
- Erupção ou prurido
- Aumento do apetite e ganho de peso

##### Pouco frequentes ou raros (afectam entre 1 em 100 e 1 em 1000 pessoas)
- Alterações de humor, depressão, ansiedade, agitação, pensamentos ou comportamento anormais, agressão, psicose ou pensamentos suicidas.

Lembre-se, parar de fumar em si pode fazer o individuo se sentir deprimido, especialmente se já tem um problema de saúde mental. No entanto, se o mesmo se sentir agitado ou deprimido, sentir qualquer mudança no comportamento ou ter pensamentos sobre suicídio ou prejudicar a si mesmo enquanto estiver tomando Champix, o uso do medicamento deve ser interrompudo imediatamente e um médico deve ser consultado.

##### Outros efeitos raros
- Mudanças no desejo sexual
- Apreensão
- Tremor
- Sensação de zumbido ou outro ruído nos ouvidos
- Reações cutâneas como acne ou sudorese
- Aumento da micção
- Aumento dos níveis de açúcar no sangue
- Inflamação do estômago (gastrite)

Aumento da pressão arterial, consciência de batimentos cardíacos (palpitações), batimento cardíaco rápido, dor no peito ou ataque cardíaco, principalmente em pessoas com doença cardíaca existente.
Informe o seu médico se tiver sintomas novos ou agravantes da doença cardiovascular enquanto toma Champix, por exemplo, falta de ar ou dores muito fortes nas pernas ao caminhar.

## Como tomar?
Antes de tomar este medicamento, é imprescindível consultar um médico para a posologia adequada. Porém, normalmente a posologia padrão é a seguinte:
Do primeiro ao terceiro dia: 0,5 mg de vareniclina uma vez ao dia
Do quarto ao sétimo dia: 0,5 mg de vareniclina duas vezes ao dia
Do oitavo ao último dia: 1 mg de vareniclina duas vezes ao dia
A duração total do tratamento é de até 12 semanas e a vontade de fumar vai diminuindo gradualmente.

## Contraindicações
A vareniclina não está aconselhada a pessoas com menos de 18 anos, a mulheres grávidas ou que estão amamentando ou a pessoas alérgicas ou com hipersensibilidade a esta substância. Deve ser utilizada com uma atenção acrescida nos doentes com diminuição da função renal, com doença cardíaca ou com historial ou doença psiquiátrica activa como a depressão, a esquizofrenia e em doentes de epilepsia.